# Riley Nash
Riley Nash, född 9 maj 1989, är en kanadensisk professionell ishockeyspelare som spelar för New York Rangers i NHL. 
Han har tidigare spelat på NHL-nivå för Arizona Coyotes, Winnipeg Jets, Toronto Maple Leafs, Columbus Blue Jackets, Boston Bruins och Carolina Hurricanes.
Nash draftades i första rundan i 2007 års draft av Edmonton Oilers som 21:a spelare totalt. 
Den 1 juli 2018 skrev han som free agent på ett treårskontrakt värt 8,25 miljoner dollar med Columbus Blue Jackets.